# Trigonopterus tejokusumoi
Trigonopterus pompangeensis – gatunek chrząszcza z rodziny ryjkowcowatych i podrodziny krytoryjków.

## Taksonomia
Gatunek ten opisany został po raz pierwszy w 2021 roku przez Radena P. Narakusumo i Alexandra Riedela na łamach „ZooKeys”. Jako miejsce typowe wskazano górę Pompangeo w Matako kabupatenie Tojo Una-Una w indonezyjskiej prowincji Celebes Środkowy. Epitet gatunkowy nadano na cześć Slameta Tedjokoesoemo, indonezyjskiego weterynarza.

## Morfologia
Chrząszcz o ciele długości od 2,4 do 3 mm, wysklepionym, w zarysie prawie jajowatym ze słabym przewężeniem między przedpleczem a pokrywami, ubarwionym czarno z rdzawymi czułkami i  stopami. Ryjek samca zaopatrzony jest w listewkę środkową i parę listewek przyśrodkowych. Epistom jest słabo widoczny. Powierzchnia przedplecza jest gęsto, po bokach grubiej niż na środku punktowana. Pokrywy mają nieregularne, gęste punktowanie i słabo widoczne rzędy; na barkach w ósmym rzędzie obecnych jest sześć grubych punktów. Na wszystkich udach brak jest ząbków. Listewki przednio-brzuszne na udach środkowej i tylnej pary są karbowane. Tylna para odnóży ma na udach przedwierzchołkową łatkę strydulacyjną. Genitalia samca mają prącie o bokach prawie równoległych i szczycie niesymetrycznym z tępym wyrostkiem środkowym zagiętym w lewo. Aparat przenoszący jest kolcowaty i wsparty płytkowatym sklerytem, a przewód wytryskowy ma bulbus niewyraźny.

## Ekologia i występowanie
Ryjkowiec ten zasiedla górskie lasy. Spotykany jest na rzędnych od 1800 do 2000 m n.p.m. Bytuje na listowiu roślinności.
Owad orientalny, endemiczny dla Celebesu, znany tylko z lokalizacji typowej w prowincji Celebes Środkowy.